# 清見村立大原中学校
清見村立大原中学校（きよみそんりつ おっぱらちゅうがっこう）は、岐阜県大野郡清見村（現・高山市）に存在した公立中学校。

## 概要
- 大原小学校に併設され、大原小中学校とも称した。1963年、清見村の5つの中学校（池本中・夏厩中・大原中・福寄中・牧ヶ洞中）を統合し、清見中学校の開校により廃校。
- 分校として楢谷分校（大原小学校楢谷分校に併設）が存在し、清見中学校に引き継がれた。

## 沿革
- 1947年（昭和22年）4月 - 清見村立大原中学校として開校。大原小学校に併設。大原小学校楢谷分校に楢谷分校を併設。
- 1952年（昭和27年）8月 - 校舎を増築する。
- 1963年（昭和38年）4月1日 - 清見村の5つの中学校が統合され、清見中学校が開校。名目上の統合であり、大原中学校は清見中学校大原教室となる。楢谷分校は清見中学校に引き継がれる。
- 1964年（昭和39年）11月19日 - 清見中学校の校舎が完成し、開校式が行われる。同時に大原教室は廃止。

## 楢谷分校
- 1947年に清見村立大原中学校楢谷分校として開校。大原小学校楢谷分校に併設されていた。
- 1963年に清見村の5つの中学校を統合して清見村立清見中学校が開校したさい、大原中学校から清見中学校に移管され、清見村立清見中学校楢谷分校に改称。翌年1964年11月19日、清見中学校の統一校舎が完成に伴い廃止。